# Guillaume Arrufat
Guillaume Arrufat (Cassanet, Francia, ? - Aviñón, Francia, 24 de febrero de 1311), también conocido como Guillaume D'Arrufat, Guillaume Ruffat des Forges, Guillelmus Rufati o Guglielmo Rufati, fue un cardenal de la Iglesia católica de origen francés.
Era pariente, posiblemente sobrino, del papa Clemente V. En 1301 fue nombrado obispo de Burdeos. Fue ascendido al rango cardenalicio en 1305 y en 1306 fue cardenal de Santa Pudenziana de Roma.